# ديفيد ووكر (مؤرخ)
ديفيد ووكر (بالإنجليزية: David Walker) هو مؤرخ أسترالي، ولد في 12 نوفمبر 1945.